# 荷兰银行
荷兰银行（荷蘭語：ABN AMRO，簡稱荷銀）是荷兰最大的跨国金融机构之一，在世界各地设有分支机构。荷兰银行的规模和经济实力在欧洲银行中排名前列。
荷兰银行的总行设在阿姆斯特丹的Zuidas。总部大楼高105米，是Zuidas地区最高的建筑。同时总行也是带动Zuidas地区经济发展的主要动力之一。
荷兰银行的官方标志是大写字母。同时，大部分的荷兰报纸使用的拼写来表示荷兰银行。

## 历史
1824年，荷兰国王威廉一世以皇家决议的方式建立了尼德蘭貿易公司（／）。该公司于1964年同屯特銀行合并组成荷蘭通用銀行（／）。同年，阿姆斯特丹銀行同鹿特丹銀行合并组成了阿姆斯特丹及鹿特丹銀行（／）。最终，ABN与AMRO两家银行在1991年重组合并为荷兰银行（ABN AMRO Bank）。
2007年4月23日，荷兰银行与英国巴克莱银行宣布达成协议，巴克莱银行收购荷兰银行。但這項決議於2007年10月被蘇格蘭皇家銀行（Royal Bank of Scotland）、富通銀行（Fortis Bank）、桑坦德銀行（Banco Santander）三家銀行集團，宣佈以1010億美金購併荷兰銀行的計畫所取代。其主要原因在於新的併購集團除了購併價格提高之外，其現金的支付比例由原來的79%提高到93%，因此得到持有荷兰銀行86%股份的股東支援，最後終能擊敗英國巴克萊銀行的競爭。之後富通銀行所持有的股份轉賣給荷兰政府。
2007年10月，蘇格蘭皇家銀行聯手富通銀行、西班牙桑坦德銀行組成的 RFSHolding財團收購了擁有186年歷史的荷蘭銀行。但收購尚未收尾便遭遇了全球性金融危機。
2008年10月，荷蘭政府收購了富通銀行所擁有的荷蘭銀行股份，並取代富通銀行成爲 RFSHolding的股權持有者之一。此後RFSHolding對荷蘭銀行進行拆分：荷蘭銀行的荷蘭本土業務、全球私人銀行業務、資産管理業務，以及荷蘭銀行的品牌等均歸屬荷蘭政府 所擁有的“新荷銀”。而荷蘭銀行的國際批發業務、投行業務及亞太區零售及中小企業業務屬於蘇格蘭皇家銀行。
2010年4月1日，荷蘭銀行公告稱，荷蘭政府收購在法律上獲得分離蘇格蘭皇家銀行的荷蘭銀行業務。荷蘭銀行脫離蘇格蘭皇家銀行集團，荷蘭銀行現在是荷蘭政府全資擁有和荷蘭中央銀行監管下的一個獨立的銀行。同年下半年，荷蘭銀行與同屬荷蘭政府控股的富通銀行荷蘭境內業務進行合併，合併後的銀行被稱爲“荷蘭銀行”。這是2007年那樁銀行業史上規模最大併購案的後續。

### 臺灣
荷兰銀行在臺灣的金融代號為039，另荷兰銀行以2007年9月22日為基準日，概括承受台東區中小企業銀行股份有限公司（簡稱台東企銀，金融代碼：057）除保留資產與保留負債外之所有資產與營業。
- 1973年美國大陸銀行在台設立分行
- 1980年荷兰ABN銀行以 Hollandse Bank Unie (HBU) 為名在台設立分行
- 1984年荷兰AMRO銀行在台設立分行
- 1987年HBU 銀行為第一家在高雄開設分行的外國銀行
- 1988年HBU 銀行購併美國大陸銀行
- 1991年HBU 銀行和AMRO銀行台北分行合併ABN 銀行和AMRO銀行合併
- 1993年HBU 銀行改變名稱為ABN AMRO銀行(荷兰銀行)
- 1998年荷兰銀行成立台中分行，並開辦台北、高雄消費金融業務
- 1999年荷兰銀行購併美國銀行台灣區消費金融業務，成立松山分行
- 2002年荷兰銀行成立板橋分行
- 2007年6月8日，荷兰銀行以新台幣68億9999萬元收購臺灣台東區中小企業銀行除保留資產與保留負債以外之所有資產及營業[3][4]。
- 2007年9月22日，台東企銀的經營權正式由荷兰銀行概括承受[5][6]。
- 2008年11月荷蘭銀行更名為荷商荷蘭銀行蘇格蘭皇家銀行集團
- 2010年4月17日荷蘭銀行台灣業務，出售予澳洲紐西蘭銀行集團，並完成併購，同日澳紐銀行更名為澳盛銀行，正式掛牌在台營運，正式對外營業日為4月19日[7]。

### 香港
2010年3月17日，香港金融管理局宣布，金管專員已根據《銀行業條例》向授予銀行牌照，並於公告當日生效。

### 中國大陸
2010年5月18日，原「荷兰银行（中国）」在华网点机构更名为「苏格兰皇家银行（中国）」；后于2016年解散。
2015年，荷兰银行有限公司上海分行开业。开业六年后，上海分行于2021年9月关闭。